# Лазовский, Иван Павлович
Иван Павлович Лазовский (11 ноября 1942, Левки, Стародорожский район —) — учитель физики, специалист в области теории и методики обучения физике. Заслуженный учитель Республики Беларусь (1999).

## Биография
Родился в рабоче-крестьянской семье. Начальное образование получал в Левковской, Прусской, а потом в Щитковичской школах. После окончания последней в 1962 году стал работать в ней лаборантом физики, кроме этого вел делопроизводство и был библиотекарем.
Из-за нехватки учителей способному юноше предложили учиться в пединституте в Минске. Он выбрал факультет физики. Учёба растянулась с 1963 по 1970 год, поскольку Ивану Лазовскому пришлось отслужить в армии, а отсрочки тогда не давали.
Сразу после окончания института И. Лазовского распределили в среднюю школу № 10 города Слуцка, где в то время работал директором Герой Социалистического Труда Сергей Фёдорович Рубанов.
На протяжении 38 лет Иван Павлович руководил техническими кружками в школе и на станции юных техников. Работы его учеников ежегодно демонстрировались на городских и республиканских выставках.
Учитель много внимания уделял и уделяет одаренным детям. Несколько лет подряд работал в летней Республиканской школе учителей и учащихся для одаренных детей в г. п. Лужесно Витебской области. Подготовил множество победителей городских, районных, областных и республиканских олимпиад по физике и астрономии.
В 1997 году Иван Павлович был избран делегатом I съезда учителей Республики Беларусь. В этом же году им в соавторстве с А. Ф. Савенком было выдано пособие для абитуриентов, учителей физики и учащихся старших классов «Физика в задачах», в 2001 году в соавторстве с А. Ф. Савенком и С. И. Пугач — пособие для общеобразовательных школ, лицеев и гимназий «Тесты по физике», а в 2005 г. снова с А. Ф. Савенком — «Разноуровневые задания для самостоятельных и контрольных работ» для 7, 8 и 9 классов.

## Семья
- жена Людмила Владимировна Лазовская — много лет была директором Центральной библиотеки г. Слуцка
  - сын Дмитрий — эколог
    - внук Никифор — победитель Республиканской олимпиады по химии 2012 года, обучается на химическом факультете университета Дэлавэра
    - внук Тимофей — игрок ФК Шахтёр Солигорск[3]

  - дочь Ольга

## Награды и звания
- в 1974 году 10-я школа была участницей ВДНХ СССР, где награждена дипломами I и II степени. 32-летний Иван Лазовский за достигнутые успехи в развитии народного образования был награждён бронзовой медалью Главного комитета ВДНХ СССР[2].
- в 1975 и 1980 годах при Министерством образования и ЦК профсоюзов И. П. Лазовский был награждён знаком «Победитель социалистического соревнования». В 1987 году ему присвоено звание «Старший учитель», а в 1990 году — «Учитель-методист».
- в 1991 году Министерством народного образования Республики Беларусь И. П. Лазовский награждены нагрудным знаком «Отличник народного просвещения», а в 1994 году комиссией народного образования Слуцкого горисполкома аттестован как учитель высшей категории. В этом же 1994 году получил звание «Соросовский учитель».
- в 1999 году Ивану Павловичу Лазовскому было присвоено почетное звание «Заслуженный учитель Республики Беларусь». В этом же году он получил благодарность Президента Республики Беларусь.